# 延近由美
延近 由美（のぶちか ゆみ、8月27日 - ）は、日本の声優、女優。プロダクション東京ドラマハウス所属。青森県出身。血液型はO型。

## 出演作品
※太字は主役・メインキャラクター

### OVA
- ドラゴニア（トラン）

### ゲーム
- ファンタスマゴノリア（メイド）

2007年
- マナケミア 〜学園の錬金術士たち〜

2008年
- マナケミア2 〜おちた学園と錬金術士たち〜

2009年
- アニーのアトリエ 〜セラ島の錬金術士〜（メルディア・オーケン）
- リーナのアトリエ 〜シュトラールの錬金術士〜（モラ・アウル）
- ロロナのアトリエ 〜アーランドの錬金術士〜

2010年
- トトリのアトリエ 〜アーランドの錬金術士2〜

### ラジオ
- FM世田谷ドラマハウスのパワフル×ラジオ
- WEBがちゃがちゃぽんぽんガチャポンRADIO!

### ドラマCD
- アニーのアトリエ 〜セラ島の錬金術士〜（ノブチ）
- スペキュレイション（オフィーリア）
- セントトラップ（シロア）
- TreasureTale0（シナモン）
- パンドラの扉（レス）
- マナケミア 〜学園の錬金術士たち〜
- まんなかびより（まひる）

### ナレーション
- J:COM
- ダイドードリンコしゃべる自動販売機津軽弁担当[1]。

### CM
- ラジオCM H.I.S
- テレビCM 北海道新聞

### 舞台
- うらぼんえ（朗読）
- クーラー消してもいいですか?
- 煙が目にしみる（第17回池袋演劇祭受賞作品）
- 七色いんこ
- 屋根の下の五つ星